# Arrondissement de Löwenberg-en-Silésie

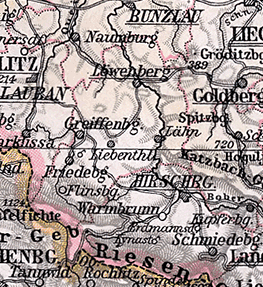
Arrondissement de Löwenberg, 1905

L'arrondissement de Löwenberg-en-Silésie existe de 1816 à 1945 dans le district de Liegnitz. Le siège de l'arrondissement est Löwenberg-en-Silésie. L'ancien territoire de l'arrondissement fait maintenant partie de la voïvodie polonaise de Basse-Silésie.

## Géographie
L'arrondissement est dans la partie sud-ouest du district de Liegnitz. Entre Karlshof au nord-est et Groß-Iser au sud-ouest, il s'étend sur 47 km sur une largeur de 28 à 30 km entre Birkicht à l'ouest et Flachenseiffen à l'est. L'arrondissement est situé entre 50° 50' et 51° 13' de latitude nord et entre 32° 56' et 33° 37' de longitude est. Il est bordé au nord par l'arrondissement de Bunzlau, à l'est par l'arrondissement de Goldberg, au sud par l'arrondissement d'Hirschberg-des-Monts-des-Géants et à l'ouest par l'arrondissement de Lauban. La frontière sud de l'arrondissement le long de la crête des monts de la Jizera marque également la frontière du Reich avec la Bohême puis la Tchécoslovaquie.

## Histoire
Après la conquête de la majeure partie de la Silésie par la Prusse en 1741, les structures administratives prussiennes sont introduites en Basse-Silésie par l'ordre du cabinet royal du 25 novembre 1741. Celles-ci comprennent la création de deux chambres de guerre et de domaine (de) à Breslau et Glogau ainsi que leur division en arrondissements et la nomination d' administrateurs d'arrondissement le 1er janvier 1742. Dans la principauté de Jauer, l'une des sous-principautés silésiennes, les arrondissements prussiens d'Hirschberg, Jauer et Löwenberg-Bunzlau sont formés à partir d'anciens faubourgs silésiens. Les trois arrondissements sont subordonnés à la Chambre de guerre et de domaine de Glogau, dont le district de Liegnitz dans la province de Silésie émerge au cours des réformes Stein-Hardenberg en 1815.
Le 26 janvier 1816, le gouvernement de Liegnitz divise l'arrondissement de Löwenberg-Bunzlau en deux arrondissements, Löwenberg et Bunzlau. La séparation s'est faite le long de la limite historique du faubourg, de sorte que l'arrondissement de Löwenberg correspond initialement au faubourg historique de Löwenberg. Le premier administrateur de l'arrondissement de Löwenberg est l'administrateur en fonction de l'arrondissement de Löwenberg-Bunzlau, Ferdinand Friedrich von Stechow.
Lors de la réforme des arrondissements du 1er janvier 1820 dans le district de Liegnitz, des modifications territoriales mineures sont apportées :
- Les villages d'Alt Jäschwitz, d'Alt Warthau, de Groß Hartmannsdorf, de Liebichau, de Mittlau et de Neu Warthau sont transérés de l'arrondissement de Löwenberg à l'arrondissement de Bunzlau.
- Les villages de Alt- et Neu Bertelsdorf, Beerberg, Eckersdorf, Gieshübel, Langenöls, Logau, Mauereck, Ober-, Mittel- et Nieder Steinbach, Ober-, Mittel- et Nieder Thiemendorf et Vogelsdorf sont transférés de l'arrondissement de Löwenberg à l'arrondissement de Lauban.

Le 8 novembre 1919, la province de Silésie est dissoute. La nouvelle province de Basse-Silésie est formée à partir des districts de Breslau et Liegnitz. Le 30 septembre 1929, une réforme territoriale a lieu dans le district de Löwenberg, comme dans le reste de l'État libre de Prusse, dans laquelle tous les districts de domaine sont dissous et attribués aux communes voisines. Plus tard, le nom de "Löwenberg-en-Silésie" s'impose comme désignation de l'arrondissement, conformément au nom du chef-lieu de l'arrondissement.
Le 1er octobre 1937, la commune de Gräflich Hernsdorf est transférée de l'arrondissement de Löwenberg à l'arrondissement de Lauban, où elle est incorporée à Bad Schwarzbach. Le 1er avril 1938, les provinces prussiennes de Basse-Silésie et de Haute-Silésie fusionnent pour former la nouvelle province de Silésie. Le 18 janvier 1941, la province de Silésie est dissoute. La nouvelle province de Basse-Silésie est formée à partir des districts de Breslau et de Liegnitz.
Au début de 1945, l'Armée rouge conquis le district et en mars 1945 le place sous l'administration de la République populaire de Pologne, qui expulse par la suite la population allemande de l'arrondissement.

## Évolution de la démographie
| Année | Habitants | Source |
| ----- | --------- | ------ |
| 1819  | 72 625    | [ 7 ]  |
| 1846  | 71.171    | [ 8 ]  |
| 1871  | 67 037    | [ 9 ]  |
| 1885  | 63 243    | [ 10 ] |
| 1900  | 60 355    | [ 11 ] |
| 1910  | 62 365    | [ 11 ] |
| 1925  | 63 655    | [ 12 ] |
| 1939  | 63 476    | [ 12 ] |

## Administrateurs de l'arrondissement
1816–181800Ferdinand Friedrich von Stechow
1818–182000Brown
1820–184000von Frankenberg
1840–185200Christoph von Poniński (de)
1852–187100Georges von Cottenet (de)
1871–188300Gustav von Haugwitz
1883–189600Hans Dietrich von Holleuffer (de)
1896–190100Hans von Guenther
1901–191200Arthur von Loefen
1906–191200Max von Loewenstein zu Loewenstein (de)
1912–191700Richard zu Limburg-Stirum (de)
1917–192000Oscar von Schroetter
1920–193200Alfred Schmiljan (de)
19320000000von Hagenow
1933–194500Mark von Wietersheim (de)

## Constitution communal
Depuis le XIXe siècle, l'arrondissement de Löwenberg est divisé en villes, en communes rurales et en districts de domaine. Avec l'introduction de la loi constitutionnelle prussienne sur les communes du 15 décembre 1933 ainsi que le code communal allemand du 30 janvier 1935, le principe du leader est appliqué au niveau municipal. Une nouvelle constitution d'arrondissement n'est plus créée; Les règlements de l'arrondissement pour les provinces de Prusse-Orientale et Occidentale, de Brandebourg, de Poméranie, de Silésie et de Saxe du 19 mars 1881 restent applicables.

## Communes
L'arrondissement comprend pour la dernière fois cinq villes et 77 communes :  
| - Antoniwald - Arnsberg - Bad Flinsberg - Birkicht - Birngrütz - Blumendorf - Braunau - Deutmannsdorf - Dippelsdorf - Dürrkunzendorf - Egelsdorf - Flachenseiffen - Friedeberg im Isergebirge, ville - Gehnsdorf - Geppersdorf - Giehren - Giersdorf - Gräflich Kunzendorf - Gräflich Neundorf - Gräflich Röhrsdorf - Greiffenberg-en-Silésie, ville | - Groß Rackwitz - Groß Stöckigt - Groß Walditz - Hartelangenvorwerk - Hartliebsdorf - Hayne - Hennersdorf - Höfel - Hohlstein - Hohndorf - Hußdorf - Johnsdorf - Kesselsdorf - Klein Neundorf - Klein Röhrsdorf - Kleppelsdorf - Krobsdorf - Krummöls - Lähn, ville - Lang Neundorf - Langenau | - Langwasser - Lauterseiffen - Liebenthal, ville - Löwenberg-en-Silésie, ville - Ludwigsdorf - Märzdorf a. Bober - Matzdorf - Mauer - Mühlseiffen - Neuland - Neundorf-Liebenthal - Nieder Görisseiffen - Nieder Mois - Ober Görisseiffen - Ober Mois - Ottendorf - Petersdorf - Plagwitz (de) - Querbach - Rabishau - Radmannsdorf | - Regensberg - Riemendorf - Schiefer - Schmottseiffen - Schosdorf - Seitendorf - Siebeneichen - Sirgwitz - Spiller - Süssenbach - Tschischdorf - Ullersdorf-Liebenthal - Waltersdorf - Welkersdorf - Wenig Rackwitz - Wenig Walditz - Wiesenthal - Wünschendorf - Zobten a. Bober |

Le district forestier des monts de la Jizera appartient également à l'arrondissement. En 1938, les communes suivantes perdirent leur indépendance :
- Gräflich Hernsdorf, le 1er octobre 1937 à Bad Schwarzbach, arrondissement de Lauban
- Gräflich Ullersdorf, le 1er avril 1937 à Krobsdorf
- Greiffenthal, le 1er octobre 1921 à Giehren
- Hagendorf, le 1er avril 1939 à Neuland
- Hänchen, le 1er avril 1934 à Kesselsdorf
- Kunzendorf unter dem Walde, le 1er avril 1939 à Neuland
- Nieder Kesselsdorf, le 1er avril 1934 à Kesselsdorf
- Nieder Langenau, le 1er janvier 1935 à Langenau
- Ober Kesselsdorf, le 1er avril 1934 à Kesselsdorf
- Ober Langenau, le 1er janvier 1935 à Langenau
- Steine, le 1er avril 1937 à Egelsdorf

## Personnalités liées à l'arrondissement
- Hermann Steudner (1832-1863), botaniste né à Greiffenberg-en-Silésie.
- Georg Richard Kruse (1856-1944), musicologue né à Greiffenberg-en-Silésie.
- Curt Joël (1865-1945), homme politique né à Greiffenberg-en-Silésie.
- Alfred Wilm (1869-1937), chimiste né à Niederschellenberg.
- Peter Palitzsch (1918-2004), metteur en scène né à Deutmannsdorf.